# Velké Hoštice
Velké Hoštice (in polacco Goszczyce Wielkie, in tedesco Groß Hoschütz) è un comune della Repubblica Ceca facente parte del distretto di Opava, nella regione della Moravia-Slesia.